# Isaac de Madaillan de Lesparre
 (janvier 2025).
 (janvier 2025).
Isaac de Madaillan de Lesparre († 1627), seigneur de Montataire (seigneurie acquise par son aïeul Arnaulton de Madaillan-Lesparre au XVe siècle, en 1460), et marquis de Lassay, militaire français. En 1590, Judith de Chauvigné, veuve du gouverneur assassiné par Charles du Bellay, avait amené en secondes noces à Jean de Madaillan, divers domaines, dont le Château du Bois-Froust. L'abjuration du roi Henri IV amena la famille du protestantisme au catholicisme avec Isaac de Madaillan de Lesparre, qui, fixé dans le pays de sa mère, y complète en 1639 son domaine par l'achat du Château de Lassay et l'érection de son fief en marquisat en 1647.

## Biographie
Fils de Jean de Madaillan de Lesparre, et de Judith de Chauvigné, il fut élevé dans la Protestantisme. Il eut, tout jeune encore, la charge de guidon des gens d'armes du Prince de Condé. Il servit contre ses coreligionnaires protestants sous les ordres de Charles II d'Elbeuf. Louis XIII pour lui en témoigner sa satisfaction lui donna, en 1632, une pension de 4000 livres qui fut portée à 7000 en 1644, lorsque, à son retour de Hollande où il avait pris du service, il se fit catholique avec ses deux fils Louis et René.
Isaac de Madaillan avait eu de sa mère, Judith de Chauvigné, la terre de Bois-Froult, voisine de Lassay. C'est ce qui lui suggéra sans doute la pensée d'acheter Lassay qui lui fut adjugé en 1639 et qu'il fit ériger en marquisat au mois d'août 1647. " Le 7 septembre 1649, lé parlement enregistra les lettres d'érection en marquisat de la terre de «Lassay, augmentée de celles du Bois-Froult, du Horps et de Lamboux pour relever du comté du Maine à une seule foy et hommage lige. ».
Lorsque, après la Bataille des Avins, le 20 mai 1636, et le Siège de Corbie, les troupes espagnoles, sous la conduite de Ottavio Piccolomini, envahirent la Picardie, répandant l'épouvante à Paris, Louis XIII se transporta à Chantilly pour surveiller les opérations militaires. Les maréchaux Gaspard III de Coligny et Urbain de Maillé avaient pour mission de défendre la vallée de l'Oise. Montataire par sa position, pouvait devenir un poste important. Isaac de Madaillan ne voulait pas qu'il fut abandonné aux ennemis. A ce propos, il eut avec le roi un différend qui aurait pu entraîner des suites fâcheuses.
Il fut enseveli comme ses ancêtres dans l'église de Montataire. Le baron de Condé
indique approximativement sa mort en 1649. Maurice Campagne indique plutôt 1651.

## Famille
Il épousa en 1627, à Charenton, Jeanne de Warignies, fille de Tanneguy de Warignies, seigneur de Blainville, conseiller d'Etat et privé, capitaine de cinquante hommes d'armes, gouverneur de Pontorson, lieutenant pour le roi en Normandie, et d'Antoinette du Parc. Jeanne était la nièce du marquis de Blainville, premier gentilhomme de la Chambre, maître de la garde-robe, chevalier des ordres du roi et ambassadeur extraordinaire en Angleterre au mois d'octobre 1625.
C'est depuis Isaac que les Madaillan-Montataire paraissent avoir souvent résidé à Paris où ils possédaient un hôtel rue du Colombier.
De son mariage avec Jeanne de Warignies, il eut :
- Louis II de Madaillan-Lespare
- Gaston de Madaillan-Lespare, chanoine régulier de l'Ordre de Saint Augustin, à l'Abbaye Sainte-Geneviève de Paris
- René de Madaillan-Lespare, qui obtint un brevet d'enfant d'honneur du roi, le 18 mai 1643, et 1000 écus de pension. Il fut capitaine de cavalerie dans le Régiment d'Enghien et tué à l'âge de 18 ans, dans une action en Bourgogne.
- François de Madaillan-Lespare. Il fut seigneur de la Laire, terre voisine de Lassay, et baron de Marsillé et autres lieux « demeurant paroisse de Niort eslection et ressort du Mans »[14]. Il épousa Hélène de Bricqueville veuve de Tanneguy de Saint-Ouen[15].
- Angélique de Madaillan-Lespare, mariée en premières noces, à Tanneguy du Mesnil, puis à Jacques Doulcet de Pontécoulant[16]
- Marie-Madeleine de Madaillan-Lespare, religieuse de l'Abbaye de la Trinité de Caen, fut nommée supérieure perpétuelle du Couvent des Bénédictines de Lassay